# Сентіньї
Сентіньї (фр. Saintigny) — муніципалітет у Франції, у регіоні Центр — Долина Луари, департамент Ер і Луар. Сентіньї утворено 1 січня 2019 року шляхом злиття муніципалітетів Фретіньї i Сен-Дені-д'Оту. Адміністративним центром муніципалітету є Сен-Дені-д'Оту. Населення — 934 особи (01.01.2021).